# What Remains of Edith Finch
What Remains of Edith Finch é um jogo eletrônico de aventura desenvolvido pela Giant Sparrow e publicado pela Annapurna Interactive para Microsoft Windows, PlayStation 4 e Xbox One em 2017, e para Nintendo Switch em 2019.
O jogo centra-se no personagem de Edith Finch, último na linhagem da família Finch, que tem uma maldição percebida que faz com que todos, exceto um membro de cada geração, morram de maneiras incomuns. Edith voltou para a casa de sua família na costa do estado de Washington, após a morte de sua mãe, para explorar a casa que eles abandonaram apressadamente anos antes. Ela aprende sobre seus parentes e suas mortes, visitando seus quartos, fechados e tratados como santuários à sua memória, com cada morte jogada em uma curta sequência de jogo para o jogador. O jogo é apresentado como uma antologia dessas mini-experiências, envolto na narrativa dramática da história da família e do destino através da narração de Edith.
What Remains of Edith Finch foi bem recebido pela crítica especializada, que elogiou sua história e apresentação, e é considerado um exemplo de jogos eletrônicos como uma forma de arte. Venceu o prêmio de Melhor Jogo de 2017 na British Academy Games Awards e ganhou na categoria de "Melhor Narrativa" no The Game Awards 2017 e Game Developers Choice Awards, entre outros prêmios e indicações.